# Christa Wolf

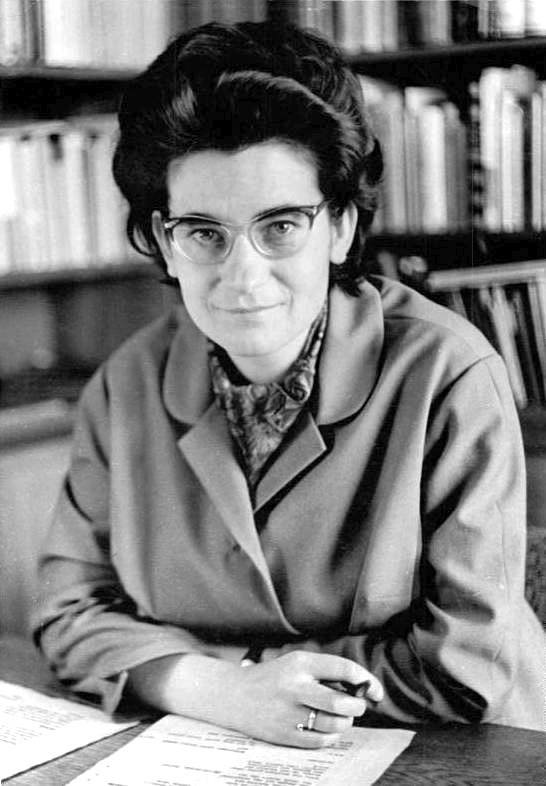
Christa Wolf (1963)

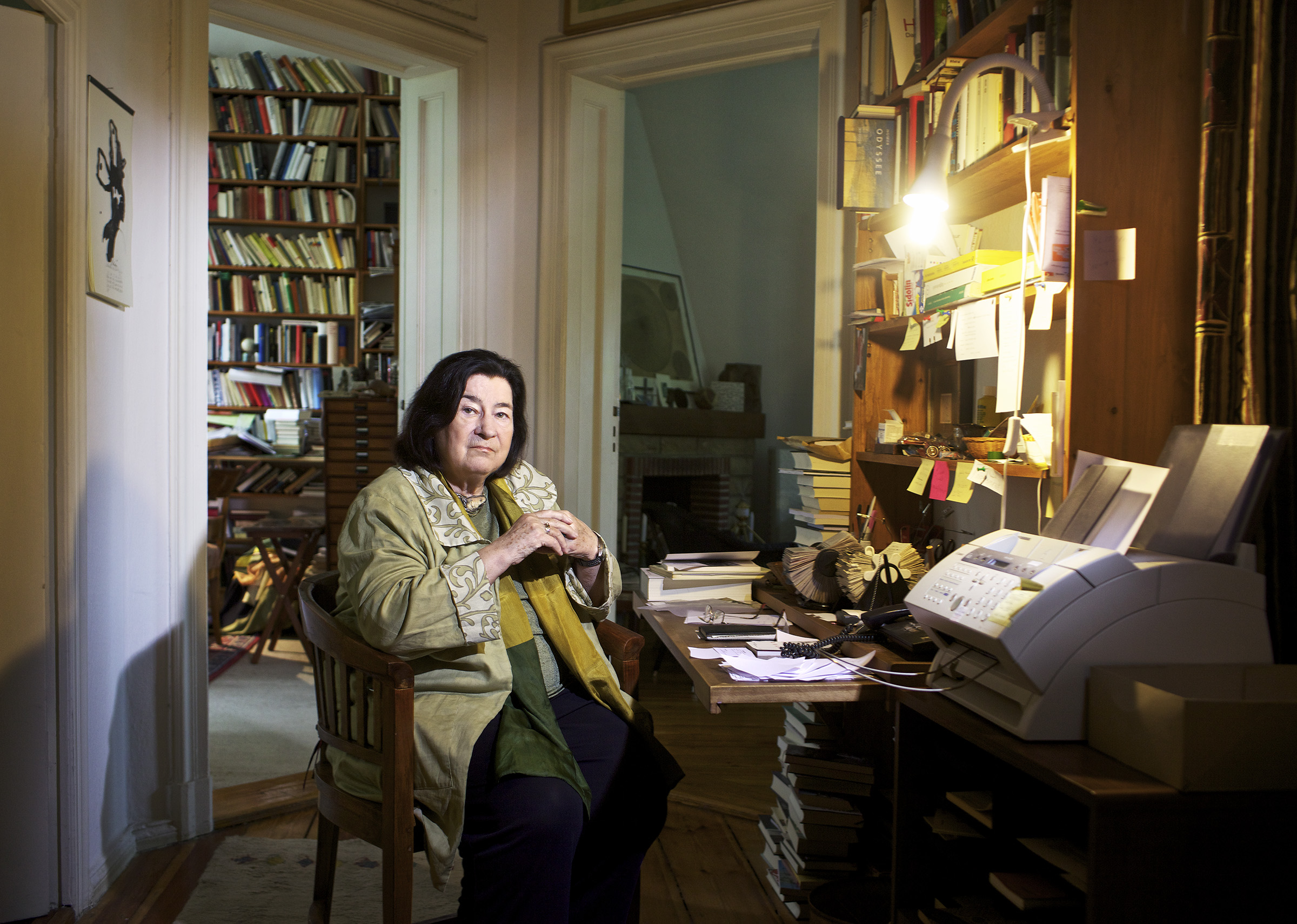
Christa Wolf fotografiert von Oliver Mark in ihrer Wohnung in Berlin-Pankow, 2010

Christa Wolf (geb. Ihlenfeld; * 18. März 1929 in Landsberg an der Warthe; † 1. Dezember 2011 in Berlin) war eine deutsche Schriftstellerin. Sie zählte zu den bedeutendsten Schriftstellerpersönlichkeiten der DDR und wurde vielfach ausgezeichnet, u. a. mit dem Georg-Büchner-Preis. Ihr Werk wurde in viele Sprachen übersetzt.

## Leben

### Jugend, Ausbildung und Familie
Christa Wolf wurde 1929 in Landsberg an der Warthe als Tochter der Kaufleute Otto und Herta Ihlenfeld geboren. Sie besuchte dort bis kurz vor Kriegsende die Schule. Nach der Flucht vor den anrückenden Truppen der Roten Armee fand die Familie 1945 vorerst in Mecklenburg eine neue Heimat. Wolf arbeitete als Schreibhilfe beim Bürgermeister des Dorfes Gammelin bei Schwerin. Sie beendete die Oberschule 1949 mit dem Abitur in Bad Frankenhausen und trat im selben Jahr in die SED ein, deren Mitglied sie bis zu ihrem Austritt im Juni 1989 blieb. Von 1949 bis 1953 studierte sie Germanistik an der Friedrich-Schiller-Universität Jena und der Universität Leipzig. Ihre Diplomarbeit schrieb sie bei Hans Mayer zum Thema: Probleme des Realismus im Werk Hans Falladas.
Christa Ihlenfeld heiratete 1951 ihren Studienfreund, den späteren Schriftsteller und Verleger Gerhard Wolf, mit dem sie bis zu ihrem Tod zusammenlebte. Im Jahre 1952 wurde ihre erste Tochter Annette geboren, die spätere Annette Simon, welche heute mit Jan Faktor verheiratet ist. Die Journalistin Jana Simon ist Wolfs Enkelin. 1956 wurde ihre zweite Tochter Katrin geboren.

### Berufliche und Autorentätigkeit

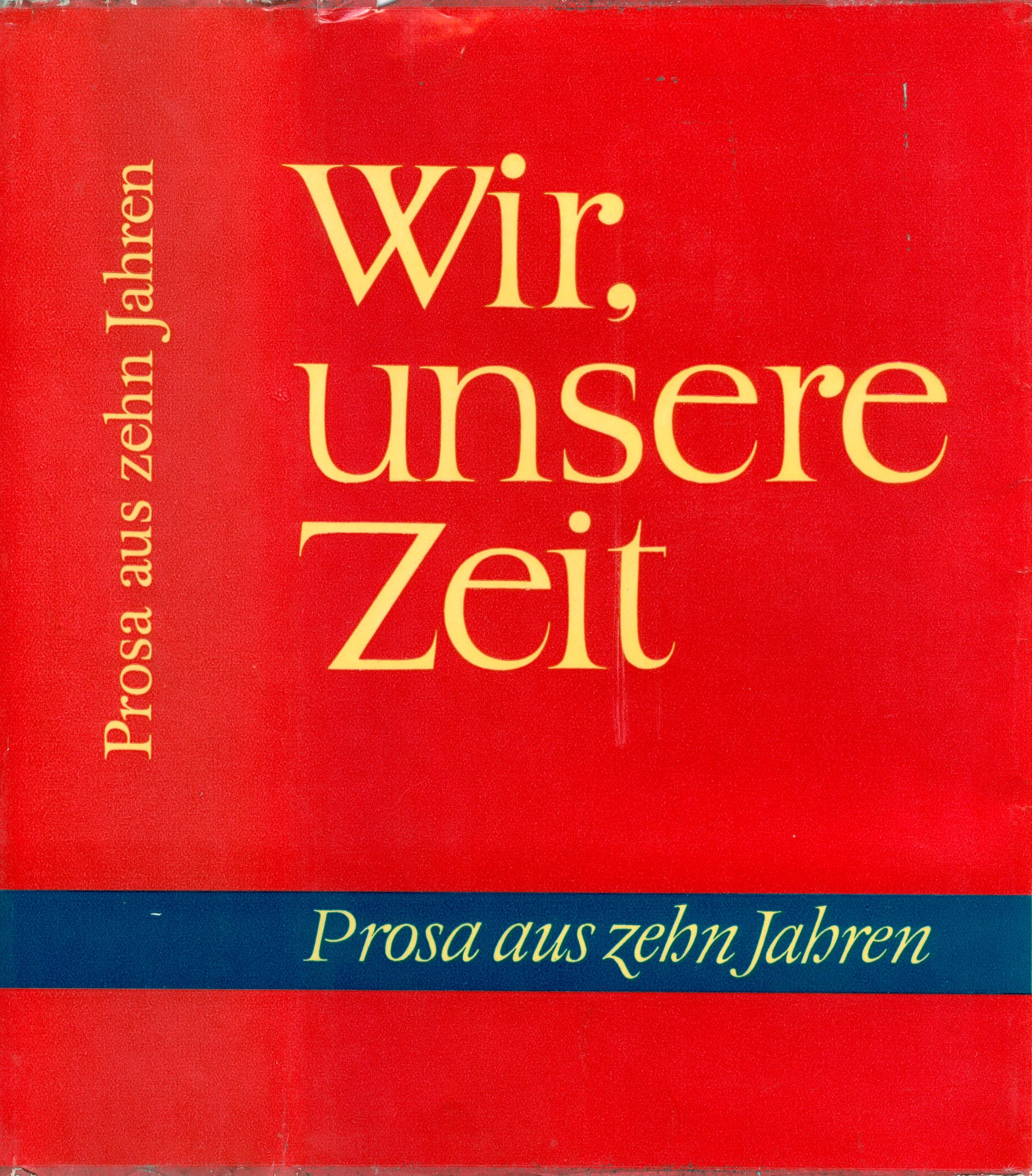
Schutzumschlag zum Buch „Wir, unsere Zeit“

Besonders die Erfahrungen ihrer Kindheit und Jugend zur Zeit des Nationalsozialismus prägten Christa Wolf entscheidend und stellten für Wolf selbst „(. . .) ein(en) elementare(n) Antrieb (. . .)“ für ihren weiteren Werdegang als Schriftstellerin dar.
Christa Wolf arbeitete von 1953 bis 1957 als wissenschaftliche Mitarbeiterin beim Deutschen Schriftstellerverband, im Anschluss als Cheflektorin des Verlags Neues Leben und von 1958 bis 1959 als Redakteurin bei der Zeitschrift neue deutsche literatur. Von 1955 bis zu ihrem Ausschluss 1977 war sie Mitglied im Vorstand des Schriftstellerverbands der DDR.
Im Jahr 1959 gab das Ehepaar Christa und Gerhard Wolf zwei Bücher heraus. Das eine hieß Wir, unsere Zeit. Prosa aus 10 Jahren und das andere hieß auch Wir, unsere Zeit, aber mit dem Zusatz Gedichte aus 10 Jahren. Der Anlass war der 10. Jahrestag der DDR, und es sollten die großen Erfolge auf literarischem Gebiet dargelegt werden.
Das Buch mit der literarischen Prosa enthält über 850 Seiten. Die Beiträge berichten über Erlebnisse aus dem 20. Jahrhundert und dem Zweiten Weltkrieg. Die von den beiden Wolfs ausgewählten Beiträge stammen von etwa 40 Schriftstellern. Der Druck erfolgte im Aufbau Verlag Berlin.

Von 1959 bis 1962 lebte Wolf mit ihrer Familie in Halle und arbeitete dort als freie Lektorin beim Mitteldeutschen Verlag. In dieser Zeit arbeitete sie gemäß den Leitlinien des Bitterfelder Weges zeitweise in einer Brigade im Waggonbauwerk Ammendorf, wo sie gemeinsam mit ihrem Mann auch einen „Zirkel Schreibender Arbeiter“ leitete. Ihre dort gemachten Erfahrungen verarbeitete sie im 1963 erschienenen Roman Der geteilte Himmel.

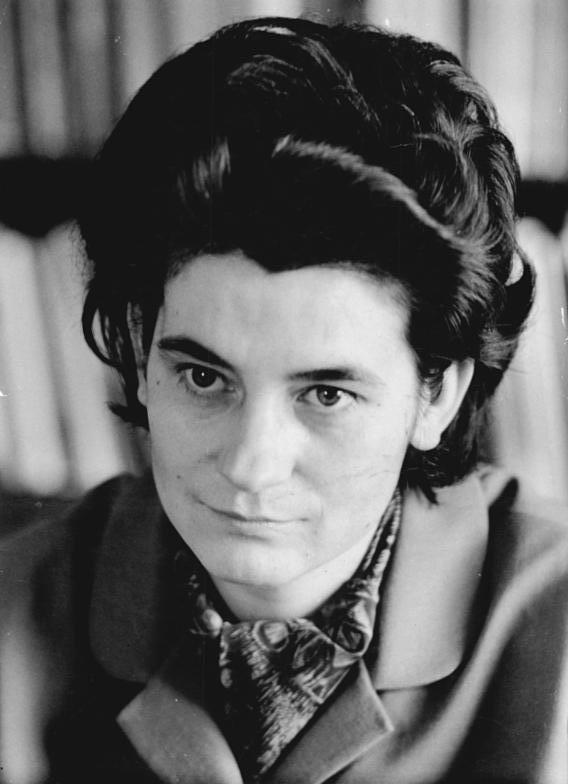
Christa Wolf (1963)

Im Jahr 1961 debütierte Christa Wolf mit ihrer Moskauer Novelle über die Liebesbeziehung einer Ostberliner Ärztin zu einem russischen Dolmetscher und erhielt dafür den Kunstpreis der Stadt Halle. Wolf bemühte sich mit der Moskauer Novelle u. a. die „Nachkriegsproblematik“ zwischen Russen und Deutschen in Form einer Liebesgeschichte aufzuarbeiten.
Seit 1962 arbeitete Christa Wolf als freie Schriftstellerin. Sie lebte von 1962 bis 1976 in Kleinmachnow und danach in Berlin. Von 1963 bis 1967 war sie Kandidatin des ZK der SED. 1974 wurde sie Mitglied der Akademie der Künste der DDR. Bereits 1972 unternahm sie eine Reise nach Paris und besuchte ab 1975 mehrfach die USA zu Studien- und Lehraufenthalten.
Da sie zu den Unterzeichnern des „offenen Briefes gegen die Ausbürgerung Wolf Biermanns“ gehörte, wurde sie 1977 aus dem Vorstand der Berliner Sektion des Schriftstellerverbandes der DDR ausgeschlossen und erhielt in einem SED-Parteiverfahren eine „strenge Rüge“. Sie wiederum hatte am 14. August 1977 aus Solidarität mit Sarah Kirsch, die zuvor die DDR verlassen hatte, ihren Austritt aus dem Vorstand des Schriftstellerverbandes der DDR erklärt und dies brieflich auch Honecker mitgeteilt.
Im Jahr 1979 wurde sie in die Deutsche Akademie für Sprache und Dichtung aufgenommen und 1980 als erste in der DDR lebende Autorin mit dem Georg-Büchner-Preis ausgezeichnet.

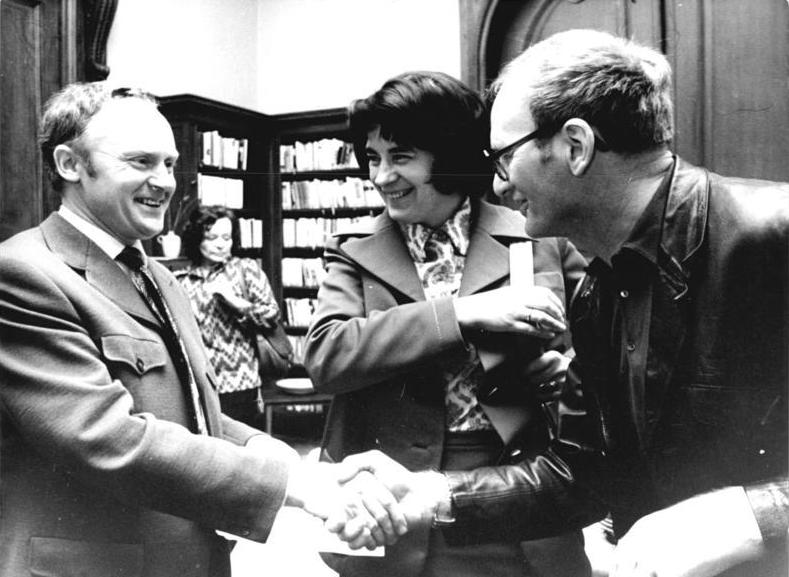
Gerhard Wolf (links) erhält Gratulationen von seiner Frau Christa Wolf und von Hermann Kant nach der Verleihung des Heinrich-Mann-Preises, 26. März 1974

Im Jahr 1981 wurde sie Mitglied der Akademie der Künste in Berlin (West) und 1984 Mitglied der Europäischen Akademie der Wissenschaften und Künste in Paris. Zwei Jahre später trat sie der Freien Akademie der Künste in Hamburg bei. Wolf unternahm viele Lesereisen, unter anderem nach Schweden, Finnland, Frankreich und in die USA, wo sie das Ehrendoktorat der Ohio State University erhielt.
Im Jahr 2002 wurde Christa Wolf für ihr Lebenswerk mit dem erstmals verliehenen Deutschen Bücherpreis geehrt, weil sie sich, so die Jury, »mutig in die großen Debatten der DDR und des wiedervereinigten Deutschlands eingemischt« habe.
Im Jahr 2003 war Christa Wolf mit Christine Bergmann (Bundesministerin a. D.), Heide Simonis (Ministerpräsidentin), Rita Süssmuth eine der Schirmherrinnen des POLITEIA-Projektes (wissenschaftliche Leitung Annette Kuhn und Marianne Hochgeschurz) des Deutschen Bundestags.

### Politisches Leben und Literaturstreit

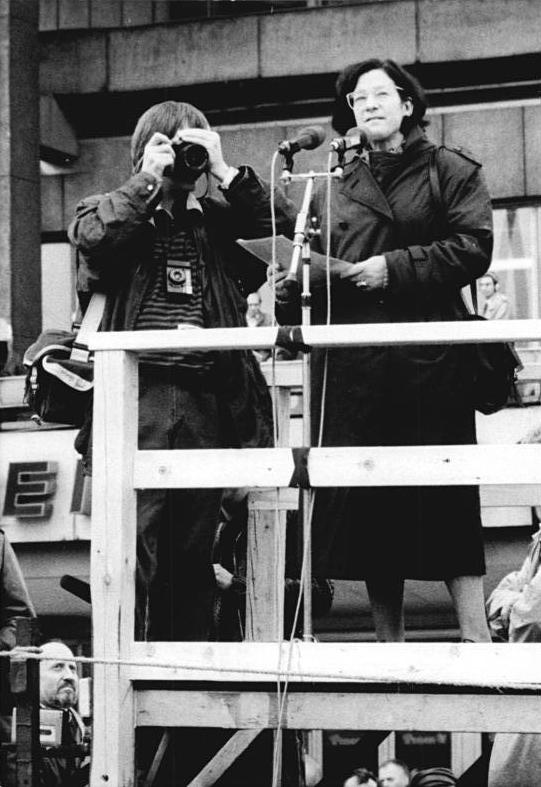
Christa Wolf auf der Abschlusskundgebung der Berliner Großdemonstration am 4. November 1989 auf dem Alexanderplatz

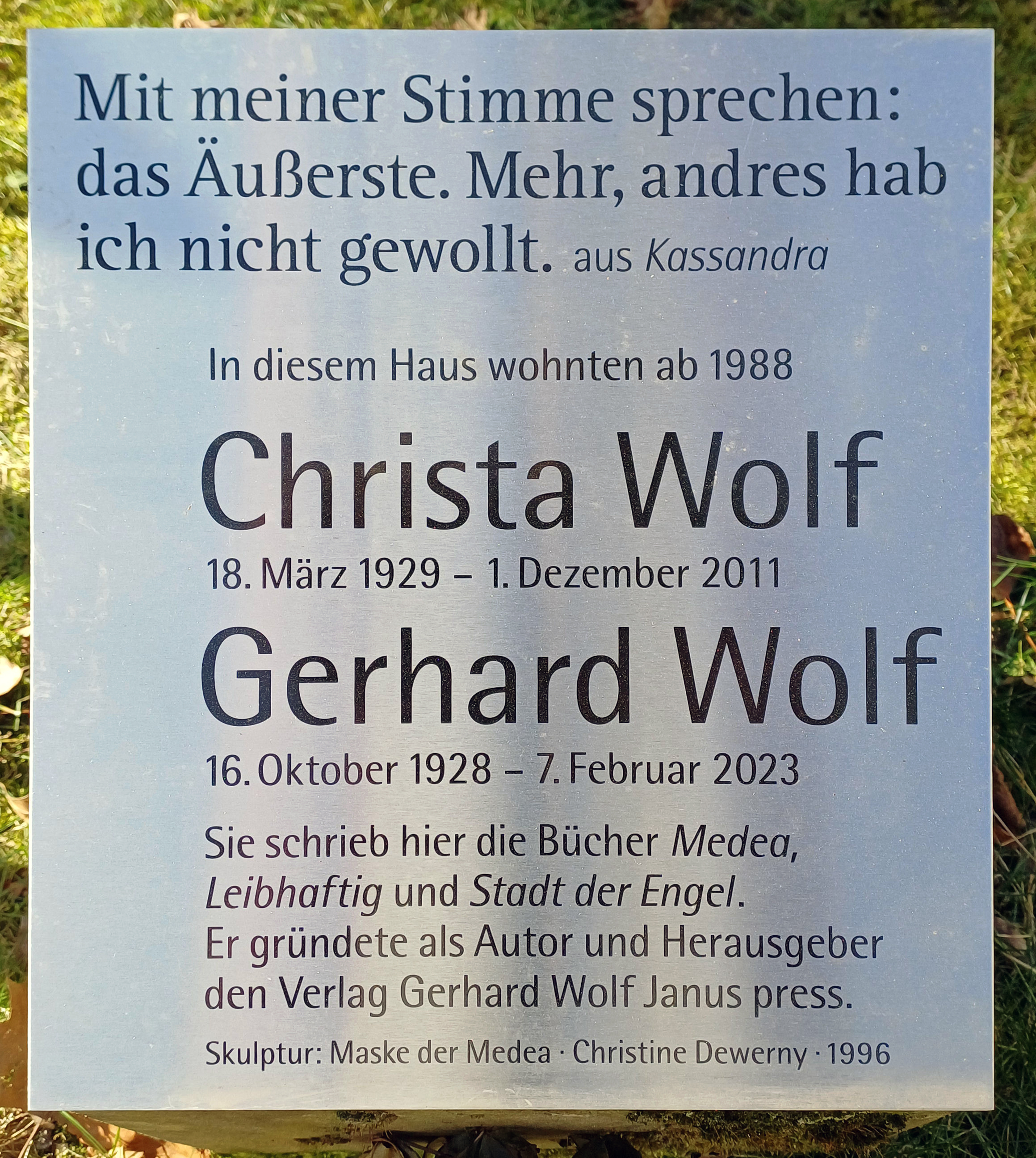
Gedenktafel vor dem Haus, Amalienpark 7, in Berlin-Pankow

Christa Wolf sprach sich Ende Dezember 1965 auf dem 11. Plenum des ZK der SED (auch „Kahlschlagplenum“) als einzige Rednerin gegen eine neue restriktive Kulturpolitik aus. Daneben verteidigte sie entschieden den später verbotenen Wismut-Roman Rummelplatz von Werner Bräunig, dessen auszugsweiser Vorabdruck in der neuen deutschen literatur Empörung innerhalb der Parteispitze ausgelöst hatte: „Meiner Ansicht nach zeugen diese Auszüge in der NDL nicht von antisozialistischer Haltung, wie ihm vorgeworfen wird. In diesem Punkt kann ich mich nicht einverstanden erklären. Das kann ich mit meinem Gewissen nicht vereinbaren.“ Im Jahre 1968 erklärte sie zwar, dass die ČSSR nur an der Seite der Sowjetunion eine Überlebenschance habe, verweigerte aber im Schriftstellerverband die Zustimmungserklärung zum Einmarsch. In Folge begann für sie die Zeit schwieriger Konflikte mit dem SED-Machtapparat.

„Man sagt mir, die Sicht, unter der ich in meinem Buch [Nachdenken über Christa T.] die Gegenwart sehe, sei unserer Republik schädlich, und wenn die Leser, mit denen ich diskutiere oder die mir schreiben, das nicht finden, seien es die falschen Leser oder eben von meiner überzeugenden Persönlichkeit verführt.“

Christa Wolf war eine der Rednerinnen bei der Alexanderplatz-Demonstration am 4. November 1989. An die Auflösung oder Zerstörung des Staates DDR glaubte sie im November/Dezember 1989, wie auch viele ihrer Schriftstellerkollegen und -kolleginnen, nicht. Sie hielt wie etliche DDR-Intellektuelle noch einige Zeit eine Reform des Sozialismus unter anderer Führung für möglich. Am 26. November 1989 traten sie im Aufruf Für unser Land für die DDR und gegen den „Ausverkauf unserer materiellen und moralischen Werte“ ein. Christa Wolf sprach sich in dieser Zeit dafür aus, dass die Veränderungen in der DDR nicht der Stabilisierung des Staatswesens gelten dürften, sondern der „Fortentwicklung des Sozialismus“. Deshalb lehnte sie die Bezeichnung Wende, die Egon Krenz zum Amtsantritt eingebracht hatte, entschieden ab; diese könne zu Missverständnissen im Sinne einer Kehrtwende führen, einer Restauration oder einer Wendung zum Westen hin. Christa Wolf sprach vielmehr von einer „Epochenwende“.
Am 21. Januar 1993 gab Christa Wolf in dem Artikel Auskunft der Berliner Zeitung selbst bekannt, dass sie von 1959 bis 1962 als IM „Margarete“ beim Ministerium für Staatssicherheit der DDR geführt worden war. Sie hatte drei Berichte verfasst, die allerdings ein ausschließlich positives Bild der betroffenen Personen zeichneten. Entsprechend beklagte die Stasi in internen Aufzeichnungen von 1962 Wolfs „Zurückhaltung“ und beendete die Zusammenarbeit. In Folge wurde die Autorin mit ihrem Ehemann – auch im Kontext ihrer von der offiziellen Linie abweichenden Meinungen – als Operativer Vorgang „Doppelzüngler“ minutiös observiert; ein Zustand, der bis zum Ende der DDR 1989 anhielt. Auf die Frage, warum sie trotzdem in der DDR geblieben sei, antwortete sie 2010, dass sie das Gefühl gehabt hätte, dass ihre Leser sie dort gebraucht hätten.
Die Veröffentlichung dieser Fakten über Wolf und die Kritik an ihrer Erzählung Was bleibt lösten den sogenannten Literaturstreit aus. In vielen Medien wurde sie wegen ihrer Stasiverpflichtung, die ihr ungeachtet des gesellschaftlichen Kontextes, der Geringfügigkeit und langjähriger Selbstüberwachung – dokumentiert in 42 Aktenordnern – zum Vorwurf gemacht wurde, hart kritisiert. In diesem Zusammenhang forderte die Münchner CSU, der Stadtrat möge der Autorin den 1987 für ihr Buch Störfall verliehenen Geschwister-Scholl-Preis wieder aberkennen. Dies wurde – nicht zuletzt durch den engagierten Einsatz Inge Aicher-Scholls, der älteren Schwester von Hans und Sophie Scholl – abgewehrt. Wolf empfand dies als „Hexenjagd“ und als ungerechtfertigte Abrechnung mit ihrem Wunsch nach einem demokratischen Sozialismus und ihrer DDR-Biographie. Sie verglich ihre Situation mit ihrer Unterdrückung in der DDR. In den Jahren 1992/93 ging Christa Wolf für längere Zeit in die USA. Sie zog sich aus der politischen Öffentlichkeit zurück und erkrankte schwer – dokumentiert unter anderem in der Erzählung Leibhaftig. Um die Vorwürfe der Medien zu widerlegen, veröffentlichte sie 1993 ihre vollständige IM-Akte unter dem Titel Akteneinsicht Christa Wolf. Zerrspiegel und Dialog. Eine Dokumentation. Ihre bekannten literarischen Werke hat Wolf erst nach der Kooperation mit der Stasi geschrieben.
Ihren USA-Aufenthalt verarbeitete Wolf in dem 2010 erschienenen Werk Stadt der Engel oder The Overcoat of Dr. Freud. Sie reflektierte ihr Erleben der Nachwendezeit, ihre prinzipielle Treue zu der Idee eines Sozialismus und ihr Erschrecken vor Auswirkungen des Kapitalismus wie dem Elend der Schwarzen und dem Ersten Irakkrieg, zudem erfolgt vor dem Hintergrund dieser historischen und persönlichen Umbruchserfahrungen eine grundlegende Auseinandersetzung mit dem für ihr Werk zentralen utopischen Schreiben. Lange beschäftigte sie sich mit der Veröffentlichung ihrer Stasitätigkeit. Hatte sie ursprünglich die heftige Kritik mit den Denunziationen anlässlich von Nachdenken über Christa T. verglichen, änderte sie diese Haltung später. Sie überschätze „weder ihr Leiden noch das Gewicht ihrer Spitzeltätigkeit“.

### Tod

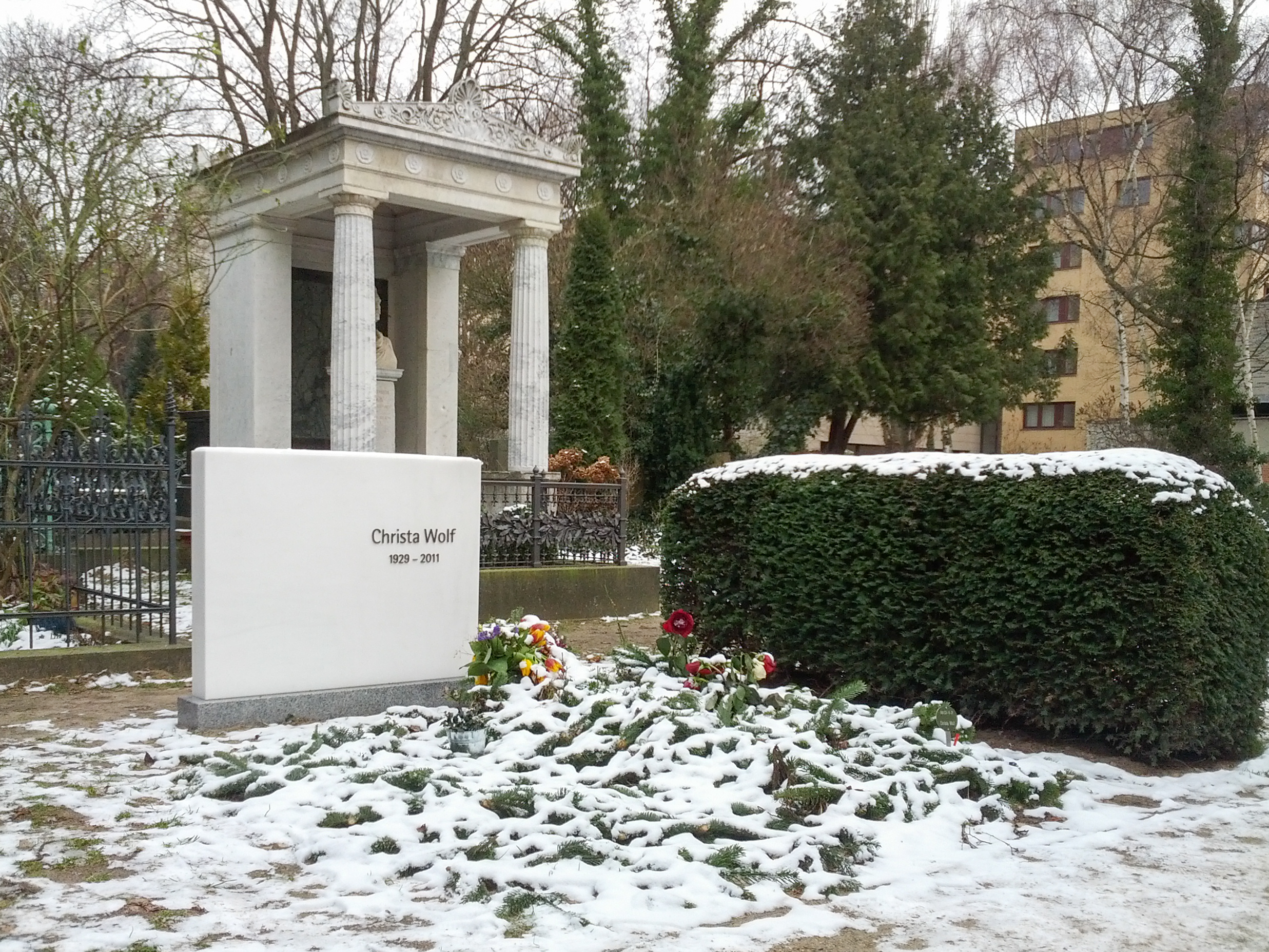
Die Grabstätte von Christa Wolf auf dem Dorotheenstädtischen Friedhof in Berlin.

Christa Wolf starb am 1. Dezember 2011 nach schwerer Krankheit im Alter von 82 Jahren und wurde am 13. Dezember auf dem Dorotheenstädtischen Friedhof in Berlin-Mitte beerdigt. Die Gedenkrede hielt der Schriftsteller und Poet Volker Braun. Ihr Grab ist seit 2018 als Ehrengrab der Stadt Berlin gewidmet.

## Rezeption

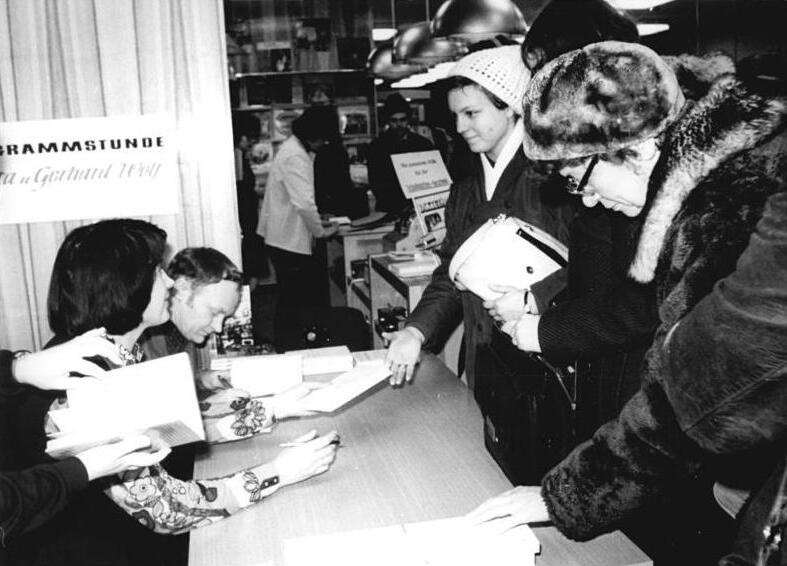
Christa und Gerhard Wolf bei einer Autogrammstunde in Berlin (1973)

### Politische Rezeption
Besonders nach der Deutschen Wiedervereinigung 1990 kam es in der Literaturkritik zu einer kontroversen Diskussion über die Werke Christa Wolfs. Nach der Veröffentlichung von Was bleibt argumentierten westdeutsche Kritiker wie Frank Schirrmacher, dass Christa Wolf es versäumt habe, den Autoritarismus der ostdeutschen kommunistischen Regierung zu kritisieren. Andere Kritiker bezeichneten Wolfs Werke als „moralistisch“. Verteidiger der Schriftstellerin erkannten dagegen die Bedeutung Christa Wolfs als wichtige Repräsentantin der ostdeutschen Literatur an.
Die Kontroverse um Christa Wolfs politische Vergangenheit verstärkte sich, als 1993 ihre frühere Tätigkeit als IM Margarete für die Stasi bekannt wurde (siehe oben).

### Literarische Rezeption
Sowohl Christa Wolfs Sommerstück als auch Sarah Kirschs Chronik Allerlei-Rauh erzählen von einem gemeinsam mit Freunden erlebten Mecklenburger Sommer in den 1970er Jahren. Die unterhaltsamen Feste und Unternehmungen der Künstlerkolonie sowie die Gespräche über private Freuden und Sorgen können die angespannte, in Kirschs Chronik nur angedeutete, politische Atmosphäre vor der Ausbürgerung Wolf Biermanns nicht verdecken. Die unterschiedliche Einschätzung der Situation formulieren die beiden Autorinnen bzw. ihre Erzählerinnen im selbstkritischen Rückblick. Bei Wolf heißt es: „Etwas würde sich verändern, heute sagen wir alle, wir hätten gewusst, dass es so nicht bleiben konnte. […] Der Schrei, der uns in der Kehle saß, ist nicht ausgestoßen worden. Aus unserer Haut sind wir nicht herausgekommen.“ Kirsch schreibt: „Doch es schien mir unfassbar, dass die Einwohner wieder bereit waren, vom Kleister der Hoffnung zu zehren, an ein Wunder zu glauben, das ausgerechnet von dort kommen sollte, wo Heinrich Vogeler einstmals in einem Lager [Deportation nach Kasachstan] verscholl.“
Wolf und Kirsch weisen zwar auf den fiktiven Charakter der Texte hin, die Vorbilder der Hauptfiguren sind jedoch gut erkennbar. Die Allerlei-Rauh-Erzählerin Sarah Kirsch spricht die Problematik der Identifizierung an, indem sie den Vorspruch „Alles ist frei/erfunden und jeder Name/wurde verwechselt“ in Verbindung mit einem Kommentar zur verzögerten Editionsgeschichte der Wolfschen Erzählung wieder aufgreift. Sie vermutet persönliche Rücksichtnahmen und mahnt: „[M]it Mystifizierungen falscher Namen ist nichts gewonnen, wir müssen für uns selbst gerade stehen, aus Christa kann ebenso wenig Kitty werden wie aus Carola eine Cordula oder aus mir eine Bernhardine.“ Fausto Cercignanis Studie von Wolfs Frühromanen und darauf folgende Aufsätze über ihre späteren Werke trugen dazu bei, ein Bewusstsein der Essenz des Erzählwerks der ostdeutschen Schriftstellerin zu fördern, und zwar unabhängig von ihren politischen und persönlichen Wechselfällen. Der Blick Cercignanis auf Christa Wolfs Heldentum machte den Weg frei für folgende Beiträge in dieser Richtung.

### Werkaufnahme durch die Akademie der Künste
Ab dem Jahr 1994 betreut das Literaturarchiv der Akademie der Künste das Archiv Wolfs mit ca. 175.000 Blatt Werkmanuskripten, Tagebüchern, Dokumenten, Korrespondenz und an die 10.000 Leserzuschriften. Durch eine Schenkung des Luchterhand Literaturverlags 2011 wurde es durch das komplette Rezensionsarchiv des Verlags zu allen dort zwischen 1969 und 2004 erschienenen Werken der Autorin ergänzt.

### Christa Wolf Gesellschaft e.V.

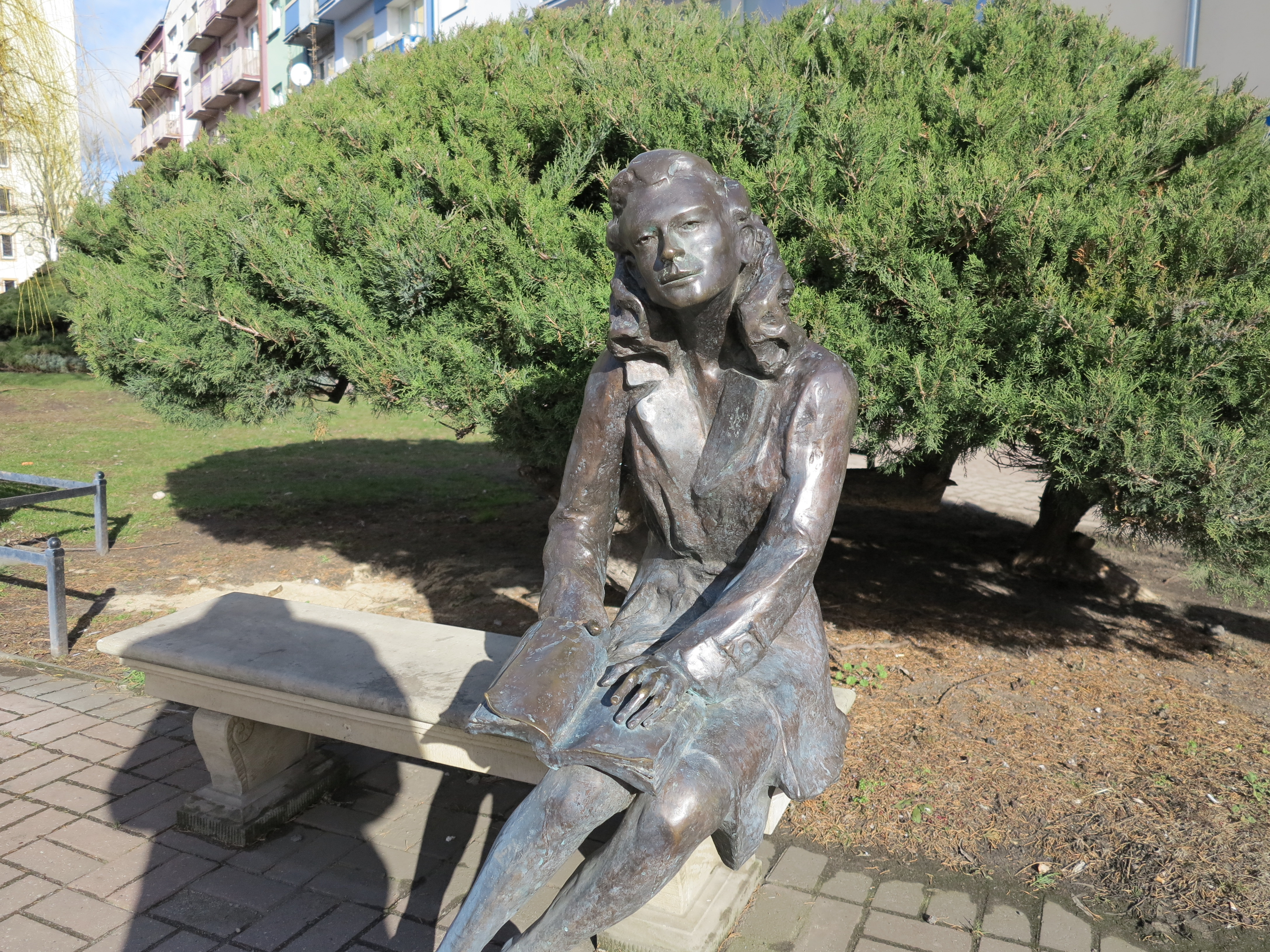
Bank mit Nelly Jordan, die autobiografische Züge Christa Wolfs trägt, in Gorzów Wielkopolski.

Ende 2013 wurde in Berlin die Christa Wolf Gesellschaft e. V. gegründet. Der Verein unter dem Vorsitz des Literaturwissenschaftlers Carsten Gansel (seit 2021; Therese Hörnigk, 2014–2021) setzt sich gemäß Satzung zum Ziel, das Studium und die Verbreitung des Werkes von Christa Wolf, die Pflege ihres Nachlasses und die Erinnerung an ihr Leben zu fördern. Der stellvertretende Vorsitzende der Gesellschaft war bis zu seinem Tod am 7. Februar 2023 Gerhard Wolf, zum Beirat gehören Daniela Dahn, Nicole Bary (Paris) und Volker Braun. Für Ehrenmitglied Egon Bahr († 19. August 2015) war Wolfs Buch Stadt der Engel oder The Overcoat of Dr. Freud eines der wichtigsten Bücher der Gegenwart.

### „Christa-Wolf-Denkmal“
Das Denkmal Nellys Bank wurde am 29. Oktober 2015 in Christa Wolfs Geburtsort von der polnischen „Gesellschaft der Freunde Gorzóws“ in Anwesenheit von Gerhard Wolf und Therese Hörnigk eingeweiht. Die Figur Nelly Jordan aus Wolfs Roman Kindheitsmuster, der in der DDR literarisch das Tabu der Flucht und Vertreibung brach, trägt starke autobiografische Züge. Der Bronzeguss von Michał Bajsarowicz stellt Nelly Jordan auf einer Bank sitzend dar. Es soll Bürger zum Sitzen auf der Bank einladen, um mit Nelly in ein fiktives Zwiegespräch zu treten. Wolf stand in ihrem Leben immer Fragen und Leserbriefen offen – daher ist diese Ehrung nach Ansicht der Jury angemessen.

## Christa-Wolf-Kabinet
Die Wojewodschaftsbibliothek in Gorzów Wielkopolski hat ein Christa-Wolf-Kabinet eingerichtet.

## Christa-und-Gerhard-Wolf-Kunststiftung
Um die umfangreiche Kunstsammlung des Ehepaares, die sie über Jahrzehnte überwiegend mit Arbeiten von mit ihnen befreundeten Künstlerinnen und Künstlern anlegten, dauerhaft zu erhalten, wurde im Juli 2020 diese Stiftung unter dem Dach des Stadtmuseums Berlin gegründet.

## Auszeichnungen (Auswahl)
- 1961: Kunstpreis der Stadt Halle
- 1963: Heinrich-Mann-Preis

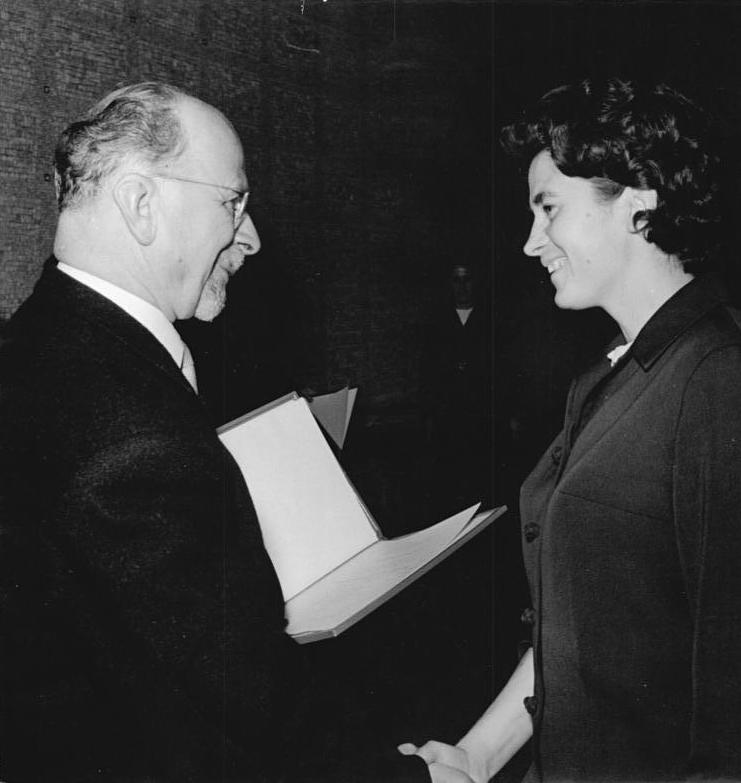
Überreichung des Nationalpreises der DDR durch Walter Ulbricht (1964)

- 1964: Nationalpreis 3. Klasse der DDR
- 1972: Theodor-Fontane-Preis des Bezirkes Potsdam
- 1978: Bremer Literaturpreis
- 1980: Georg-Büchner-Preis
- 1983: Franz-Nabl-Preis
- 1983: Schiller-Gedächtnispreis
- 1985: Österreichischer Staatspreis für Europäische Literatur
- 1987: Geschwister-Scholl-Preis
- 1987: Weinpreis für Literatur
- 1987: Nationalpreis 1. Klasse der DDR
- 1990: Ehrendoktorwürde der Universität Hildesheim
- 1990: Ehrenmitglied der American Academy of Arts and Letters[51]
- 1990: Premio Mondello[52]
- 1994: Rahel-Varnhagen-von-Ense-Medaille der Stadt Berlin
- 1999: Elisabeth-Langgässer-Literaturpreis
- 1999: Samuel-Bogumil-Linde-Preis
- 1999: Nelly-Sachs-Preis
- 1990er Ehrendoktorwürde der Ohio State University
- 2001: Plakette der Freien Akademie der Künste Hamburg
- 2002: Deutscher Bücherpreis
- 2005: Hermann-Sinsheimer-Preis
- 2010: Thomas-Mann-Preis[53]
- 2010: Uwe-Johnson-Preis
- 2011: Hörkules für Stadt der Engel

## Werke

### Bücher
- Moskauer Novelle. Mitteldeutscher Verlag, Halle (Saale) 1961, DNB 455741301 (neueste Ausgabe von Faber & Faber, Leipzig 1999, ISBN 3-932545-21-4).
- Der geteilte Himmel. Erzählung. Mitteldeutscher Verlag, Halle (Saale) 1963, DNB 57694209X (neueste Ausgabe von Suhrkamp, Frankfurt 2008, ISBN 978-3-518-18887-3).
- Nachdenken über Christa T. Mitteldeutscher Verlag, Halle (Saale) 1968, DNB 576942189 (neueste Ausgabe von Axel Springer, Berlin 2009, ISBN 978-3-941711-07-5).
- Till Eulenspiegel. Erzählung für den Film. Mit Gerhard Wolf. Aufbau-Verlag, Berlin/Weimar 1972, DNB 740079476 (neueste Ausgabe von dtv, München 1994, ISBN 3-423-11931-4).
- Kindheitsmuster. Aufbau Verlag, Ost-Berlin/Weimar 1976, DNB 200909398.
Neuausgabe: Suhrkamp Verlag, Frankfurt am Main 2007, ISBN 978-3-518-45915-7.
- Kein Ort. Nirgends. Aufbau Verlag, Ost-Berlin/Weimar 1979, DNB 790285843.
Neuausgabe: Suhrkamp Verlag, Berlin 2014, ISBN 978-3-518-22479-3.
- Kleiner Ausflug nach H. In: Christa Wolf: Erzählungen. Luchterhand, Darmstadt 1980. In: Christa Wolf: Gesammelte Erzählungen. Aufbau Verlag Berlin/Weimar 1989.[54]
- Neue Lebensansichten eines Katers. Reclam-Verlag, Stuttgart 1981, ISBN 3-15-007686-2.
- Kassandra. Erzählung. Luchterhand, Darmstadt/Neuwied 1983, ISBN 3-472-86574-1 (neueste Ausgabe von Suhrkamp, Berlin 2011, ISBN 978-3-518-18921-4).
- Voraussetzungen einer Erzählung: Kassandra. Frankfurter Poetik-Vorlesungen. Luchterhand, Darmstadt/Neuwied 1983, ISBN 3-472-61456-0 (neueste Ausgabe von Suhrkamp, Frankfurt 2008, ISBN 978-3-518-46053-5).
- Störfall. Nachrichten eines Tages. Aufbau-Verlag, Berlin/Weimar 1987, ISBN 3-351-00878-3 (neueste Ausgabe von Suhrkamp, Frankfurt 2009, ISBN 978-3-518-46079-5).
- Sommerstück. Aufbau-Verlag, Ost-Berlin/Weimar 1989, ISBN 3-351-01419-8.
Neuausgabe: Suhrkamp Verlag, Frankfurt am Main 2008, ISBN 978-3-518-45941-6.
Sommerstück. Landschaften. Mit Hartwig Hamer. Projekte-Verlag Cornelius, Halle (Saale) 2011, ISBN 978-3-86237-482-3.
- Was bleibt. Erzählung. Aufbau-Verlag, Berlin/Weimar 1990, ISBN 3-351-01797-9 (neueste Ausgabe von Suhrkamp, Frankfurt 2007, ISBN 978-3-518-45916-4).
- Medea. Stimmen, Roman. Luchterhand, München 1996, ISBN 3-630-86935-1 (neueste Ausgabe von Suhrkamp, Berlin 2010, ISBN 978-3-518-18910-8).
- Leibhaftig. Erzählung. Luchterhand, München 2002, ISBN 3-630-87112-7.
Neuausgabe: Suhrkamp Verlag, Frankfurt am Main 2009, ISBN 978-3-518-46078-8.
Leibhaftig. Radierungen. Mit Joachim Jansong. Projekte-Verlag Cornelius, Halle (Saale) 2012, ISBN 978-3-86237-726-8.
- Stadt der Engel oder The Overcoat of Dr. Freud. Suhrkamp Verlag, Berlin 2010, ISBN 978-3-518-42050-8.
- Unter den Linden. Erzählung (= Insel-Bücherei. Nr. 1355). Insel Verlag, Berlin 2012, ISBN 978-3-458-19355-5.
- August. Erzählung. Suhrkamp Verlag, Berlin 2012, ISBN 978-3-518-42328-8.

- Nachruf auf Lebende. Die Flucht. Nachwort: Gerhard Wolf. Suhrkamp Verlag, Berlin 2014, ISBN 978-3-518-46506-6.

### Sammelbände
- Wir, unsere Zeit. Gedichte aus 10 Jahren. Mit Gerhard Wolf. Aufbau-Verlag, Ost-Berlin 1959, DNB 455741336.
- Wir, unsere Zeit. Prosa aus 10 Jahren. Mit Gerhard Wolf. Aufbau-Verlag, Ost-Berlin 1959, DNB 455741344.
- Lesen und Schreiben. Aufsätze und Betrachtungen. Aufbau-Verlag, Ost-Berlin/Weimar 1972, DNB 576942170.
- Unter den Linden. 3 unwahrscheinliche Geschichten. Aufbau-Verlag, Ost-Berlin/Weimar 1974, DNB 750197668 (neueste Ausgabe von Insel, Berlin 2012 (Insel-Bücherei 1355), ISBN 978-3-458-19355-5).
- Fortgesetzter Versuch. Aufsätze, Gespräche, Essays. Reclam-Verlag, Leipzig 1979, DNB 800287312.
- Lesen und Schreiben, neue Sammlung. Essays, Aufsätze, Reden. Luchterhand, Darmstadt/Neuwied 1980, ISBN 3-472-61295-9.
- Geschlechtertausch. 3 Geschichten über die Umwandlung der Verhältnisse. Mit Sarah Kirsch und Irmtraud Morgner. Luchterhand, Darmstadt/Neuwied 1980, ISBN 3-472-61315-7.
- Erzählungen. Aufbau-Verlag, Ost-Berlin/Weimar 1985, DNB 850885078.
- Ins Ungebundene gehet eine Sehnsucht. Gesprächsraum Romantik, Prosa, Essays. Mit Gerhard Wolf. Aufbau-Verlag, Ost-Berlin/Weimar 1985, DNB 860483428 (neueste Ausgabe von Insel, Frankfurt/Leipzig 2008, ISBN 978-3-458-35080-4).
- Die Dimension des Autors. Essays und Aufsätze, Reden und Gespräche 1959–1985. Auswahl von Angela Drescher. Aufbau-Verlag, Ost-Berlin Weimar 1986, ISBN 3-351-00315-3.
- Ansprachen. Luchterhand-Literaturverlag, Darmstadt 1988, ISBN 3-630-86684-0.
- Gesammelte Erzählungen. Aufbau-Verlag, Ost-Berlin/Weimar 1989, ISBN 3-351-01373-6.
- Christa Wolf, Im Dialog. Aktuelle Texte. Aufbau-Verlag, Berlin/Weimar 1990 (neueste Ausgabe von dtv, München 1994, ISBN 3-423-11932-2).
- Reden im Herbst. Aufbau-Verlag, Berlin/Weimar 1990, ISBN 3-351-01784-7.
- Auf dem Weg nach Tabou. Texte 1990–1994. Kiepenheuer & Witsch, Köln 1994, ISBN 3-462-02349-7.
- Sei gegrüsst und lebe. Eine Freundschaft in Briefen, 1964–1973. Mit Brigitte Reimann. Aufbau-Verlag, Berlin/Weimar 1995, ISBN 3-351-02226-3.
- Unsere Freunde, die Maler. Bilder, Essays, Dokumente. Mit Gerhard Wolf. Janus Press, Berlin 1995, ISBN 3-928942-24-7.
- Hierzulande andernorts. Erzählungen und andere Texte 1994–1998. Luchterhand, München 1999, ISBN 3-630-86998-X.
- Monsieur – wir finden uns wieder. Briefe 1968–1984. Mit Franz Fühmann. Aufbau-Verlag, Berlin 1995, ISBN 3-351-02330-8.
Neuausgabe: Aufbau Verlag, Berlin 2022, ISBN 978-3-351-03958-5 (auch als E-Book).
- Nuancen von Grün. Ausgewählte Texte zu Landschaft und Natur. Aufbau-Verlag, Berlin 2002, ISBN 3-351-02955-1.
- Das dicht besetzte Leben. Briefe, Gespräche und Essays. Mit Anna Seghers. Aufbau-Taschenbuch-Verlag, Berlin 2003, ISBN 3-7466-1424-4.
- Ein Tag im Jahr. 1960–2000. Luchterhand, München 2003, ISBN 3-630-87149-6.
- Ja, unsere Kreise berühren sich. Briefe. Mit Charlotte Wolff. Luchterhand, München 2004, ISBN 3-630-87182-8.
- Mit anderem Blick. Erzählungen. Suhrkamp, Frankfurt am Main 2005, ISBN 3-518-41720-7.
- Der Worte Adernetz. Essays und Reden. Suhrkamp, Frankfurt am Main 2006, ISBN 3-518-12475-7.
- Die Lust, gekannt zu sein. Erzählungen 1960–1980. Suhrkamp, Frankfurt am Main 2008, ISBN 978-3-518-45942-3.
- Rede, daß ich dich sehe: Essays, Reden, Gespräche. Suhrkamp, Berlin 2012, ISBN 978-3-518-42313-4.
- Ein Tag im Jahr im neuen Jahrhundert. 2001–2011. Hrsg.: Gerhard Wolf. Suhrkamp Verlag, Berlin 2013, ISBN 978-3-518-42360-8.
- August. Erzählungen. Nachwort: Gerhard Wolf. Suhrkamp Verlag, Berlin 2014, ISBN 978-3-518-46495-3.
- Moskauer Tagebücher. Wer wir sind und wer wir waren. Reisetagebücher, Texte, Briefe, Dokumente 1957–1989. Hrsg. und Nachwort: Gerhard Wolf, Mitarbeit: Tanja Walenski. Suhrkamp Verlag, Berlin 2014, ISBN 978-3-518-73699-9.
- Man steht sehr bequem zwischen allen Fronten. Briefe 1952–2011. Hrsg.: Sabine Wolf. Suhrkamp Verlag, Berlin 2016, ISBN 978-3-518-42573-2.
- Was nicht in den Tagebüchern steht. Verse. Hrsg. und Nachwort: Gerhard Wolf. Radius-Verlag, Stuttgart 2017, ISBN 978-3-87173-045-0.
- Sehnsucht nach Menschlichkeit. Der Briefwechsel 1969 bis 1997. Briefe und Dokumente, Texte und Fotos. Mit Lew Kopelew. Hrsg.: Tanja Walenski. Steidl Verlag, Göttingen 2017, ISBN 978-3-95829-294-9.
- Nun schauen mich immer mindestens vier Augen an. Der Briefwechsel 1971-1998. Mit Gerhard Wolf, Carlfriedrich Claus. Hrsg.: Anke Paula Böttcher. Chemnitzer Verlag, Chemnitz 2018, ISBN 978-3-944509-57-0.
- Umbrüche und Wendezeiten. Hrsg.: Thomas Grimm. Suhrkamp Verlag, Berlin 2019, ISBN 978-3-518-46962-0.
- „Wir haben uns wirklich an allerhand gewöhnt.“ Der Briefwechsel. Mit Sarah Kirsch. Hrsg.: Sabine Wolf. Suhrkamp Verlag, Berlin 2019, ISBN 978-3-518-42886-3.
- Sonja Hilzinger (Hrsg.): Christa Wolf. Sämtliche Essays und Reden. Suhrkamp, Berlin 2021, ISBN 978-3-518-47160-9.
  - Band 1: 1961–1980 Lesen und Schreiben,
  - Band 2: 1981–1990 Wider den Schlaf der Vernunft,
  - Band 3: 1991–2010 Nachdenken über den blinden Fleck.

### Hörspiele
- Kein Ort. Nirgends, Hörspielfassung, Bearbeitung: Gerhard Wolf, Regie: Ernst Wendt. Mit Barbara Freier, Markus Boysen u. v. a. WDR/SDR 1982
Neuausgabe: 2 CDs, Der Audio Verlag, Berlin 2000, ISBN 3-89813-109-2
- Kassandra, Regie: Ernst Wendt, WDR 1985
- Kassandra, Hörspielbearbeitung: Jean-Pierre Vuilleumier und Barbara Magdalena Ahren, Regie: Mario Hindermann, DRS 1987
- Störfall, Hörspielfassung und Regie: Götz Fritsch, ORF/hr/SWF/SFB 1988
- Jörg Jannings (Bearb.): Medea. Stimmen. 2 CDs/2 CCs. Mit Christa Wolf, Corinna Harfouch, Werner Wölbern, Peter Roggisch u. v. a. Der Hör-Verlag, München 1997, ISBN 3-89584-394-6.
- Im Stein, Hörspielfassung, Regie: Jörg Jannings, DLR 1999
- Christa Wolf: Kein Ort. Nirgends Hörspiel mit Barbara Freier, Markus Boysen, Felix von Manteuffel u. a., Bearbeitung: Gerhard Wolf, Regie: Ernst Wendt, WDR/SDR 1982/Der Audio Verlag 2000, ISBN 978-3-89813-109-4

### Filme
- 1964: Der geteilte Himmel; Regie: Konrad Wolf; Buch: Christa und Gerhard Wolf
- 1966: Fräulein Schmetterling; Regie: Kurt Barthel; Buch: Christa und Gerhard Wolf (nach dem Rohschnitt abgebrochen, als Montage 2005 uraufgeführt)
- 1968: Die Toten bleiben jung; nach dem Roman von Anna Seghers; Regie: Joachim Kunert; Buch: Christa Wolf, Joachim Kunert, Gerhard Helwig, Günter Haubold, Ree von Dahlen
- 1975: Till Eulenspiegel; nach der Filmerzählung von Christa und Gerhard Wolf; Regie: Rainer Simon; Buch: Rainer Simon, Jürgen Klauß
- 1990: Selbstversuch (Fernsehfilm); Regie: Peter Vogel; Buch: Christa Wolf

### Hörbücher
- Christa Wolf: liest aus ihrer Erzählung Blickwechsel. 1 LP. Deutsche Grammophon, Hamburg 1980, DNB 820139424.
Neuausgabe: 1 CD, Universal Music, Berlin 2004, ISBN 3-8291-1462-1.
- Christa Wolf: liest aus Kein Ort. Nirgends. 1 LP. Deutsche Schallplatten, Ost-Berlin 1983, DNB 1007886722.
- Käthe Reichel: Kassandra. 1 LP. Deutsche Schallplatten, Ost-Berlin 1988, DNB 1007886846.
Neuausgabe: 1 CD, BMG Wort, Köln 2000, ISBN 3-89830-035-8.
- Christa Wolf: Kassandra. 1 CC (= Cotta’s Hörbühne. Autoren lesen). Klett Verlag, Stuttgart 1989, ISBN 3-12-810590-1.
- Christa Wolf liest: Leibhaftig, 5 CDs, 324 min., Deutschlandradio/Der Audio Verlag 2002, ISBN 978-3-89813-192-6
Neuausgabe: 1 MP3-CD, Der Audio Verlag, Berlin 2018, ISBN 978-3-7424-0700-9
- Christa Wolf liest ihre Erzählung: Blickwechsel, CD (zus. mit Gabriele Wohmann), Deutschen Grammophon Literatur 2004, ISBN 978-3-8291-1462-2
- Corinna Harfouch: liest „Kassandra“. 4 CDs. Random House Audio, Köln 2005, ISBN 3-89830-975-4.
- Christa Wolf liest aus: Ein Tag im Jahr – 1960–2000, 5 CDs, 350 min., Deutschlandradio/Random House Audio 2008, ISBN 978-3-89830-681-2
- Christa Wolf: Kassandra. Ungekürzte Autorenlesung. 5 CDs. Der Audio Verlag, Berlin 2012, ISBN 978-3-86231-207-8 (Produktionsjahr: 1992).
Neuausgabe: 1 MP3-CD, Der Audio Verlag, Berlin 2022, ISBN 978-3-7424-2349-8.
- Christa Wolf liest: Kindheitsmuster, 8 CDs, 700 min., MDR 2009/Random House Audio 2009, ISBN 978-3-8371-0070-9
- Christa Wolf: Stadt der Engel oder The Overcoat of Dr. Freud. Lesung der Autorin. 9 CDs. Der Audio Verlag, Berlin 2010, ISBN 978-3-86231-008-1.
Neuausgabe: 2 MP3-CDs, Der Audio Verlag, Berlin 2021, ISBN 978-3-7424-2131-9.
- Dagmar Manzel liest: August von Christa Wolf (ungekürzt), mit einem Nachwort von Gerhard Wolf, 1 CD, 71 min., Der Audio Verlag 2012, ISBN 978-3-86231-222-1
- Dagmar Manzel liest: Nachruf auf Lebende. Die Flucht (ungekürzt), mit einem Nachwort von Gerhard Wolf, 3 CDs, 214 min., MDR 2014/Der Audio Verlag 2014, ISBN 978-3-86231-390-7
- Bibiana Beglau liest: Kein Ort. Nirgends (ungekürzt), Regie: Steffen Moratz, 185 Min., mp3-CD, MDR 2011/Der Audio Verlag 2015, ISBN 978-3-86231-579-6
- Eva Garg: Was bleibt. Ungekürzte Lesung. 1 MP3-CD. Der Audio Verlag, Berlin 2016, ISBN 978-3-86231-732-5.
- Christa Wolf: Kindheitsmuster. Lesung der Autorin. Gekürzte Lesung. 1 MP3-CD. Der Audio Verlag, Berlin 2016, ISBN 978-3-86231-860-5.
- Christa Wolf: Ein Tag im Jahr. 1960–2000. Autorinnenlesung. Gekürzte Lesung. 1 MP3-CD. Der Audio Verlag, Berlin 2016, ISBN 978-3-86231-731-8.
- Ursula Langrock: Nachdenken über Christa T. Ungekürzte Lesung. 1 MP3-CD. Der Audio Verlag, Berlin 2017, ISBN 978-3-7424-0225-7.
- Jutta Hoffmann: Moskauer Tagebücher. Wer wir sind und wer wir waren. Gekürzte Lesung. 1 MP3-CD. Der Audio Verlag, Berlin 2018, ISBN 978-3-7424-0448-0.
- Iris Berben, Sandra Quadflieg: Christa Wolf und Sarah Kirsch, Wir haben uns wirklich an allerhand gewöhnt. Gekürzte Lesung. 2 CDs. Random House Audio, München 2021, ISBN 978-3-8371-5305-7.

### Interview
- Bei mir dauert alles sehr lange. In: Die Zeit, Nr. 40, 9.2005.

## Filme
- Unsere Kinder, Dokumentarfilm der DEFA von Roland Steiner. Christa Wolf sucht in diesem Film den Dialog mit rechtsradikalen Jugendlichen in der Wendezeit.[55]
- Zeitschleifen – Im Dialog mit Christa Wolf, Dokumentarfilm der DEFA von Karlheinz Mund[56]
- Ein Tag, ein Jahr, ein Leben. Die Schriftstellerin Christa Wolf. Kulturdokumentation, 50 Min., ein Film von Gabriele Conrad und Gabriele Denecke, Produktion: RBB, arte, Sendung: 29. Juli 2005 bei arte, u. a. mit Günter Grass, Friedrich Schorlemmer[57]
- Christa und Gerhard Wolf. Filmische Dokumentationen. Zeitzeugen-TV. 1994–2011.[58]